# Dauphin County

Krone der Dauphins

Dauphin County ist ein County im Bundesstaat Pennsylvania der Vereinigten Staaten. Im Jahr 2020 hatte das County 286.401 Einwohner und eine Bevölkerungsdichte von 211 Einwohnern pro Quadratkilometer. Der Verwaltungssitz (County Seat) ist seit 1812 Harrisburg.
Das County wurde am 4. März 1785 aus dem Lancaster County herausgelöst und nach dem Dauphin, dem französischen Thronerben, benannt.

## Geschichte
Das County wurde am 4. März 1785 gegründet und zu Ehren der Allianz mit Frankreich im Unabhängigkeitskrieg nach dem Dauphin Louis Joseph Xavier François de Bourbon benannt.
Vier Orte im County haben den Status einer National Historic Landmark, darunter das Pennsylvania State Capitol. 72 Bauwerke und Stätten des Countys sind im National Register of Historic Places (NRHP) eingetragen (Stand 23. Juli 2018).

## Geographie
Das County hat eine Fläche von 1444 Quadratkilometern, wovon 84 Quadratkilometer Wasserfläche sind. Das County wird an seinem westlichen Rand durch den Susquehanna River begrenzt. Es grenzt im Uhrzeigersinn an die Countys: Northumberland County, Schuylkill County, Lebanon County, Lancaster County, York County, Cumberland County und Perry County.

### Hauptlandstraßen
- Interstate 76 (Pennsylvania Turnpike)
- Interstate 81
- Interstate 83
- Interstate 283/Pennsylvania Route 283
- U.S. Route 22
- U.S. Route 322
- U.S. Route 422
- Pennsylvania Route 39
- Pennsylvania Route 230
- Pennsylvania Route 743

## Städte und Ortschaften

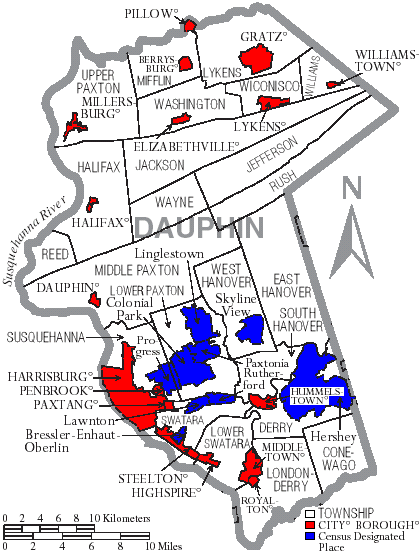
Karte des Dauphin Countys

| - Berrysburg - Bressler-Enhaut-Oberlin - Colonial Park - Conewago Township - Dauphin - Derry Township - East Hanover Township - Elizabethville - Gratz - Halifax Township - Halifax - Harrisburg - Hershey - Highspire - Hummelstown - Jackson Township - Jefferson Township | - Lawnton - Linglestown - Londonderry Township - Lower Paxton Township - Lower Swatara Township - Lykens Township - Lykens - Middle Paxton Township - Middletown - Mifflin Township - Millersburg - Paxtang - Paxtonia - Penbrook - Pillow - Progress | - Reed Township - Royalton - Rush Township - Rutherford - Skyline View - South Hanover Township - Steelton - Susquehanna Township - Swatara Township - Upper Paxton Township - Washington Township - Wayne Township - West Hanover Township - Wiconisco Township - Williams Township - Williamstown |